# Оман
Оман (арап. عُمان), или званично Султанат Оман (арап. سلطنة عُمان), је држава у југозападном делу Азије, на јужној обали Арабијског полуострва. Граничи се са Уједињеним Арапским Емиратима на северозападу, Саудијском Арабијом на западу, и Јеменом на југозападу. Излази на Арабијско море на југу и истоку, и на Омански залив на североистоку. Главни град је Маскат.
Од 17. века, Омански султанат је био царство, која се борила са Португалским и Британским царством за утицај у Персијском заливу и Индијском океану. На свом врхунцу у 19. веку, утицај или контрола Омана проширио се преко Ормушког мореуза до данашњег Ирана и Пакистана, и све до Занзибара на југу. Када је његова моћ опала у 20. веку, султанат је дошао под утицај Уједињеног Краљевства. Више од 300 година, односи између две империје били су засновани на обостраној користи. Велика Британија је препознала географску важност Омана као трговачког чворишта које је обезбедило њихове трговачке путеве у Персијском заливу и Индијском океану и заштитило њихово царство на индијском потконтиненту. Историјски гледано, Маскат је био главна трговачка лука у региону Персијског залива.
Султан Кабус бин Саид је био наследни вођа земље која је апсолутна монархија, од 1970. до своје смрти 10. јануара 2020. године. Према правилима за сукцесију на султанском престолу Омана, султанов син се обично најављује као нови монарх. Султан Кабус бин Саид није имао деце. Султанска породица је објавила да је Кабус бин Саид у писму именовао свог рођака Хајтама бин Тарика за свог наследника, а породица га је потврдила за новог султана Омана.

## Географија

### Положај
Државе са којима се Оман граничи су: Саудијска Арабија, Јемен и Уједињени Арапски Емирати. Оману припада и ексклава Мусандам, одвојена од остатка земље територијом УАЕ, која заузима стратешки важан положај на јужној обали Ормуског пролаза на улазу у Персијски залив. Површина државе износи 309.500 km².

### Геологија и рељеф
Већину земље заузима равна пустиња, а планински ланци налазе се дуж обале на северу (највиши врх земље, Шамс, 2.980 m) и југу.

### Флора и фауна
У Оману је уобичајена појава пустињског растиња и пустињске траве. Вегетација је бујнија у оним деловима Омана који су изложени већим падавинама као што је место Дофар. У Оману расту кокосове палме, акација и олеандер. Ал Хаџар планине представљају удаљени еколошки регион Омана. Што се фауне тиче, Оман настањују животињске врсте попут: леопарда, хијене, лисице, вука, дивокозе. Од птица најчешће врсте су: орао, арапска јаребица, суп (лешинар), соко...

### Клима
Клима у Оману се може окарактерисати као пустињско-тропска. У унутрашњости земље је врела и сува, у приобаљу, влажност се повећава, али температуре остају високе. Климу Омана такође карактеришу и веома топла лета, са малом количином падавина током године. Током лета максимална дневна температура може достићи 40 °C и више степени целзијуса. Пролеће и лето имају нешто пријатнију климу са максималном дневном температуром до 35 °C, док током ноћи температура може достићи 22 °C. Током пролећа и лета дува топао ветар шамал који некада може бити веома јак и произвести пешчане олује. Падавине се углавном појављују током зиме и могу бити праћење грмљавином.
| Клима Маската                 | Клима Маската | Клима Маската | Клима Маската | Клима Маската | Клима Маската | Клима Маската | Клима Маската | Клима Маската | Клима Маската | Клима Маската | Клима Маската | Клима Маската | Клима Маската |
| Показатељ \ Месец             | .Јан.         | .Феб.         | .Мар.         | .Апр.         | .Мај.         | .Јун.         | .Јул.         | .Авг.         | .Сеп.         | .Окт.         | .Нов.         | .Дец.         | .Год.         |
| ----------------------------- | ------------- | ------------- | ------------- | ------------- | ------------- | ------------- | ------------- | ------------- | ------------- | ------------- | ------------- | ------------- | ------------- |
| Апсолутни максимум, °C (°F)   | 34,6 (94,3)   | 38,2 (100,8)  | 41,5 (106,7)  | 44,9 (112,8)  | 48,3 (118,9)  | 48,5 (119,3)  | 49,1 (120,4)  | 49,2 (120,6)  | 47,2 (117)    | 43,6 (110,5)  | 39,4 (102,9)  | 37,8 (100)    | 49,2 (120,6)  |
| Максимум, °C (°F)             | 25,5 (77,9)   | 26,1 (79)     | 29,8 (85,6)   | 34,7 (94,5)   | 39,5 (103,1)  | 40,4 (104,7)  | 38,6 (101,5)  | 36,2 (97,2)   | 36,3 (97,3)   | 35,0 (95)     | 30,5 (86,9)   | 27,1 (80,8)   | 33,31 (91,96) |
| Просек, °C (°F)               | 21,3 (70,3)   | 21,9 (71,4)   | 25,2 (77,4)   | 29,8 (85,6)   | 34,2 (93,6)   | 35,2 (95,4)   | 34,3 (93,7)   | 32,0 (89,6)   | 31,4 (88,5)   | 29,7 (85,5)   | 25,7 (78,3)   | 22,6 (72,7)   | 28,61 (83,5)  |
| Минимум, °C (°F)              | 17,3 (63,1)   | 17,6 (63,7)   | 20,7 (69,3)   | 24,7 (76,5)   | 29,1 (84,4)   | 30,6 (87,1)   | 30,4 (86,7)   | 28,4 (83,1)   | 27,5 (81,5)   | 24,9 (76,8)   | 20,9 (69,6)   | 18,9 (66)     | 24,25 (75,65) |
| Апсолутни минимум, °C (°F)    | 1,6 (34,9)    | 2,3 (36,1)    | 7,0 (44,6)    | 10,3 (50,5)   | 17,2 (63)     | 21,6 (70,9)   | 23,5 (74,3)   | 21,3 (70,3)   | 19,0 (66,2)   | 14,3 (57,7)   | 9,4 (48,9)    | 4,5 (40,1)    | 1,6 (34,9)    |
| Количина падавина, mm (in)    | 12,8 (0,504)  | 24,5 (0,965)  | 15,9 (0,626)  | 17,1 (0,673)  | 7,0 (0,276)   | 0,9 (0,035)   | 0,2 (0,008)   | 0,8 (0,031)   | 0,0 (0)       | 1,0 (0,039)   | 6,8 (0,268)   | 13,3 (0,524)  | 100,3 (3,949) |
| Релативна влажност, %         | 63            | 64            | 58            | 45            | 42            | 49            | 60            | 67            | 63            | 55            | 60            | 65            | 57,6          |
| Сунчани сати — месечни просек | 268,6         | 244,8         | 278,3         | 292,5         | 347,4         | 325,7         | 277,7         | 278,6         | 303,9         | 316,9         | 291,9         | 267,0         | 3.493,3       |
| Извор: NOAA (1961–1990)       |               |               |               |               |               |               |               |               |               |               |               |               |               |

| Клима Салале                                      | Клима Салале | Клима Салале | Клима Салале | Клима Салале | Клима Салале | Клима Салале | Клима Салале | Клима Салале | Клима Салале | Клима Салале | Клима Салале | Клима Салале | Клима Салале  |
| Показатељ \ Месец                                 | .Јан.        | .Феб.        | .Мар.        | .Апр.        | .Мај.        | .Јун.        | .Јул.        | .Авг.        | .Сеп.        | .Окт.        | .Нов.        | .Дец.        | .Год.         |
| ------------------------------------------------- | ------------ | ------------ | ------------ | ------------ | ------------ | ------------ | ------------ | ------------ | ------------ | ------------ | ------------ | ------------ | ------------- |
| Апсолутни максимум, °C (°F)                       | 32,3 (90,1)  | 33,8 (92,8)  | 36,7 (98,1)  | 43,6 (110,5) | 42,3 (108,1) | 43,0 (109,4) | 32,7 (90,9)  | 31,3 (88,3)  | 33,0 (91,4)  | 40,1 (104,2) | 37,4 (99,3)  | 34,2 (93,6)  | 43,6 (110,5)  |
| Максимум, °C (°F)                                 | 27,5 (81,5)  | 27,9 (82,2)  | 29,9 (85,8)  | 31,7 (89,1)  | 32,4 (90,3)  | 31,8 (89,2)  | 28,4 (83,1)  | 27,3 (81,1)  | 29,0 (84,2)  | 30,5 (86,9)  | 30,8 (87,4)  | 28,7 (83,7)  | 29,66 (85,38) |
| Просек, °C (°F)                                   | 22,9 (73,2)  | 23,7 (74,7)  | 25,5 (77,9)  | 27,6 (81,7)  | 29,0 (84,2)  | 29,0 (84,2)  | 26,4 (79,5)  | 25,2 (77,4)  | 26,3 (79,3)  | 26,3 (79,3)  | 25,9 (78,6)  | 23,9 (75)    | 25,97 (78,75) |
| Минимум, °C (°F)                                  | 17,9 (64,2)  | 19,2 (66,6)  | 21,0 (69,8)  | 23,4 (74,1)  | 25,6 (78,1)  | 26,5 (79,7)  | 24,2 (75,6)  | 23,1 (73,6)  | 23,4 (74,1)  | 21,6 (70,9)  | 20,4 (68,7)  | 18,8 (65,8)  | 22,09 (71,77) |
| Апсолутни минимум, °C (°F)                        | 12,6 (54,7)  | 10,8 (51,4)  | 14,5 (58,1)  | 18,0 (64,4)  | 20,6 (69,1)  | 23,5 (74,3)  | 21,9 (71,4)  | 20,5 (68,9)  | 19,1 (66,4)  | 16,5 (61,7)  | 15,0 (59)    | 14,1 (57,4)  | 10,8 (51,4)   |
| Количина падавина, mm (in)                        | 2,2 (0,087)  | 7,0 (0,276)  | 6,3 (0,248)  | 19,8 (0,78)  | 17,1 (0,673) | 10,6 (0,417) | 24,6 (0,969) | 24,5 (0,965) | 4,1 (0,161)  | 4,1 (0,161)  | 9,6 (0,378)  | 1,1 (0,043)  | 131 (5,158)   |
| Релативна влажност, %                             | 50           | 58           | 62           | 68           | 75           | 80           | 89           | 90           | 81           | 67           | 55           | 50           | 68,8          |
| Сунчани сати — месечни просек                     | 289,6        | 256,8        | 297,6        | 308,3        | 335,1        | 199,5        | 43,9         | 42,4         | 188,0        | 314,7        | 304,7        | 296,8        | 2.877,4       |
| Извор: NOAA (period of record varies, see source) |              |              |              |              |              |              |              |              |              |              |              |              |               |

### Административна подела
Оман се административно дели на једанаест покрајина (мухафаза), који се даље састоје из укупно 6 вилајета:
| Региони (минтаки)                                                                           |             |                 |         |          |           |    |
| 1                                                                                           | Ед-Дахилија | منطقة الداخلية  | Низва   | 31 900   | 267 140   | 8  |
| 2                                                                                           | Ел-Батина   | منطقة الباطنة   | Сохар   | 12 500   | 653 505   | 13 |
| 3                                                                                           | Ел-Вуста    | المنطقة الوسطى  | Хајма   | 79 700   | 22 983    | 4  |
| 4                                                                                           | Еш-Шаркија  | المنطقة الشرقية | Сур     | 36 800   | 313 761   | 11 |
| 5                                                                                           | Ед-Дахира   | منطقة الظاهرة   | Ибри    | 37 0001) | 130 177   | 3  |
| Гувернат (мухафаза)                                                                         |             |                 |         |          |           |    |
| 6                                                                                           | Маскат      | محافظة مسقط     | Сиб     | 3 500    | 632 073   | 6  |
| 7                                                                                           | Мусандам    | محافظة مسندم    | Хасаб   | 1 800    | 28 378    | 5  |
| 8                                                                                           | Дофар       | محافظة ظفار     | Салала  | 99 300   | 215 960   | 9  |
| 9                                                                                           | Бурајми     | محافظة البريمي  | Бурајми | 7 0001)  | 76 838    | 3  |
| Укупно                                                                                      | Оман        | سلطنة عمان      | Маскат  | 309 500  | 2 340 815 | 62 |
| 1)Гувернат Бурајми се издвојио из региона Ад-Дахира 15. октобра 2006. указом Султана № 108. |             |                 |         |          |           |    |

## Историја
Оман је вековима био важно трговачко средиште. Године 1508. Португалци су заузели главну луку, Маскат и држали је до доласка Османлија 1659. Турци су истерани 1741. кад је Ахмед ибн Саид основао садашњу владарску династију.
У почетку 19. века Оман је израстао у значајну регионалну силу са поседима у Белуџистану и Занзибару. Од 1891. до 1971. био је британски протекторат. Годину дана пре одласка Британаца данашњи султан је збацио свог оца, Саида ибн Таимура, након чега је започео модернизацију земље, а 1996. и ограничену демократизацију.

## Становништво
Ислам је најзаступљенија религија. Оман је једина исламска земља у којој доминира ибадизам, исламска верска струја различита од сунитског и шијитског. Арапски односно његов локални дијалект је језик већине становништва. Велик број становника су страни држављани на раду у индустрији нафте. Око 6 процената је хришћана и 5 процената хиндуиста.

## Привреда
Оманска привреда зависни од извоза сирове нафте. Приходи од продаје нафте омогућили су изградњу инфраструктуре и побољшање социјалног стандарда некада сиромашне и заостале земље. БДП је у 2007. био 19.879 УСД по глави становника, мерено по ППП-у.
Што се тиче пољопривреде узгајају се урме, лимун, дуван, пшеница и кукуруз.